# 데우리섬

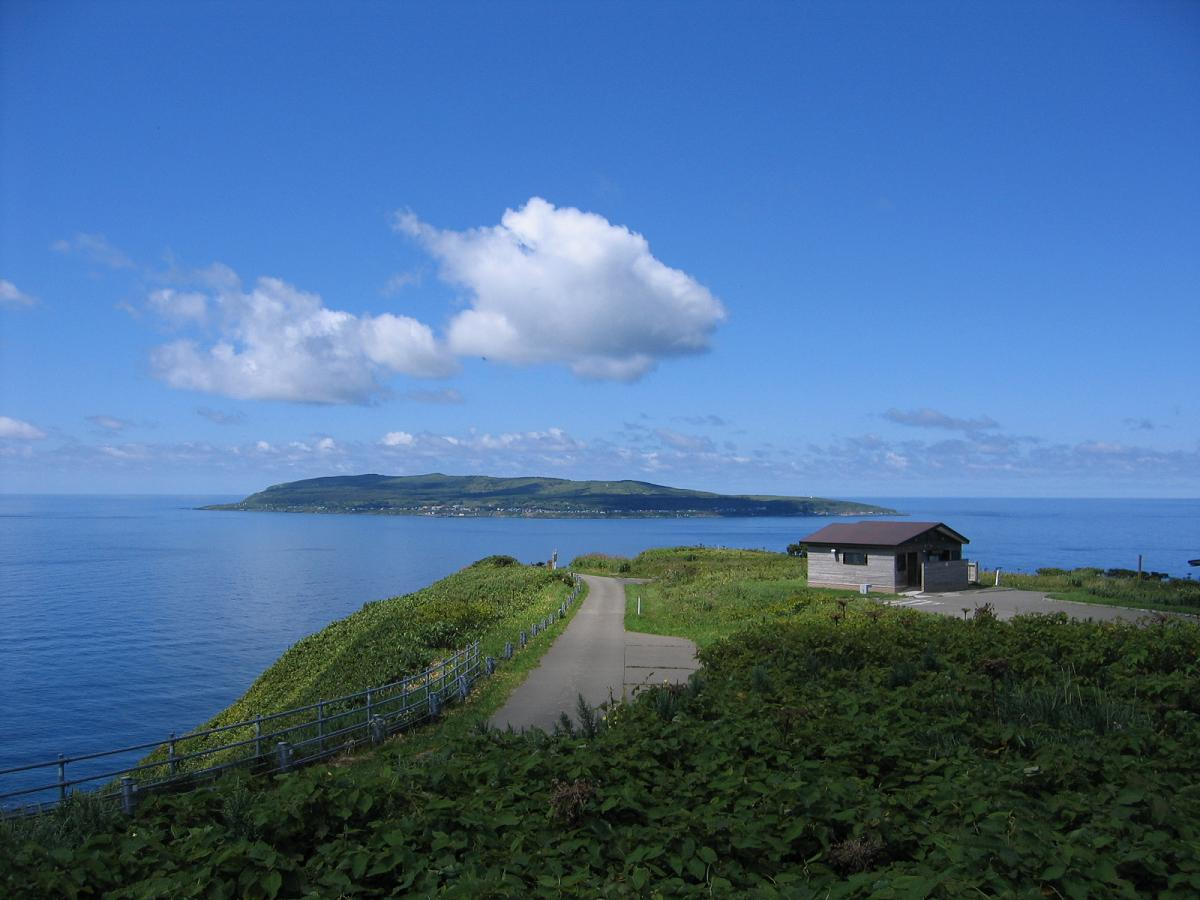

데우리섬(일본어: 天売島 てうりとう 테우리토)은 일본 홋카이도 루모이 지청 도마마에 군 하보로정에 있는 하보로 항 서쪽 30km지점에 위치하는 동해상의 섬이다. 섬의 동쪽에 나란히 있는 야기시리 섬과 함께 하보로 정에 속해 있다. 넓이는 5.50km2이며 거주인구는 약 412명 정도이다. 일본의 섬 이름으로는 드물게 시마가 아니라 음독하여 토(島)로 읽는다.

## 자연
섬의 북서해안에는 단암절벽이 이어지고 바다오리, 가마우지, 큰재갈매기 등의 바닷새가 서식한다.
여름 겨울철에 별도로 데우리, 야키시리 국정공원(국립공원)으로 지정되어 있다.

## 개요
정립 홋카이도 덴우리 고등학교가 있지만, 전교생 3명, 교사 10명의 사실상 분교이다. 의료기관으로는 덴우리 진료소가 있으며, 의사 간호사 사무직 도합 3명이 근무한다. 이곳의 진료소를 무대로 한 드라마 《여의사 유~ 청공 클리닉》이 2004년 도카이-후지 TV계열에서 방영되었다. 응급환자가 발생하여 홋카이도의 의료기관에 환자를 이송해야할 상황발생시에는 삿포로에서 헬리콥터 지원요청을 하거나, 해상보안청의 순시정으로 환자를 수송하거나, 또는 섬내의 어선에 의해서 환자를 이송하는등 각각의 방법으로 대처하고 있다.